# Deutsche Fechtmeisterschaften 1959
Bei den Deutschen Fechtmeisterschaften 1959 wurden Einzel- und Mannschaftswettbewerbe in den Disziplinen Herrendegen, Herrensäbel und Herrenflorett ausgetragen. Bei den Damen wurde nur Florett gefochten. Die Meisterschaften wurden vom Deutschen Fechter-Bund organisiert.

## Herren

### Florett (Einzel)
| Platz | Sportler       | Verein          |
| ----- | -------------- | --------------- |
| 1     | Tim Gerresheim | FCR Hamburg     |
| 2     | Eberhard Mehl  | TuS Rei Koblenz |
| 3     | Dieter Schmitt | TV Offenbach    |

### Florett (Mannschaft)
| Platz | Verein         | Sportler |
| ----- | -------------- | -------- |
| 1     | OFC Bonn       |          |
| 2     | FCR Hamburg    |          |
| 3     | DFC Düsseldorf |          |

### Degen (Einzel)
| Platz | Sportler        | Verein          |
| ----- | --------------- | --------------- |
| 1     | Paul Gnaier     | Heidenheimer SB |
| 2     | Georg Neuber    | Berliner FC     |
| 3     | Wilhelm Brenner | TG Heilbronn    |

### Degen (Mannschaft)
| Platz | Verein          | Sportler |
| ----- | --------------- | -------- |
| 1     | Heidenheimer SB |          |
| 2     | TuS Rei Koblenz |          |
| 3     | TSG Ulm         |          |

### Säbel (Einzel)
| Platz | Sportler           | Verein      |
| ----- | ------------------ | ----------- |
| 1     | Jürgen Theuerkauff | OFC Bonn    |
| 2     | Wilfried Wöhler    | ETV Hamburg |
| 3     | Walter Köstner     | FR Nürnberg |

### Säbel (Mannschaft)
| Platz | Verein       | Sportler |
| ----- | ------------ | -------- |
| 1     | OFC Bonn     |          |
| 2     | FR Nürnberg  |          |
| 3     | FC Stuttgart |          |

## Damen

### Florett (Einzel)
| Platz | Sportler      | Verein                |
| ----- | ------------- | --------------------- |
| 1     | Heidi Schmid  | TSV Schwaben Augsburg |
| 2     | Helga Mees    | TB Saarbrücken        |
| 3     | Isgard Kapune | Fechterschaft Soest   |

### Florett (Mannschaft)
| Platz | Verein              | Sportler                                            |
| ----- | ------------------- | --------------------------------------------------- |
| 1     | Fechtclub Offenbach | Helmi Höhle Becker Fischer Frotscher Grützner Knapp |
| 2     | DFK Hannover        |                                                     |
| 3     | Eimsbütteler TV     |                                                     |